# Di-hidroxiacetona
A di-hidroxiacetona (DHA), também conhecida como glicerona, é um monossacarídeo do tipo triose, de fórmula química C3H6O3. É um produto fisiológico do organismo, geralmente derivada de vegetais, como a cana-de-açúcar e a beterraba-sacarina, ou da fermentação do glicerol pela bactéria Gluconobacter oxydans. É formada e utilizada durante a glicólise.

## Usos
A di-hidroxiacetona é utilizada na indústria para a fabricação de bronzeadores artificiais. Aplicada na pele sob a forma de cremes ou loções ou através do bronzeamento a jato causando o desenvolvimento progressivo da coloração marrom característica da pele bronzeada, sem a necessidade de exposição ao sol. Essa coloração é conferida devido à reação de Maillard que ocorre entre o grupo amino da queratina da epiderme e o grupamento hidroxila da di-hidroxiacetona, produzindo um pigmento amarelado denominado melanoidina. A cor não é permanente, sendo perdida à medida que o estrato córneo descama.
A di-hidroxiacetona também é usada em vinícolas e na preservação do sangue em soluções fora do organismo.